# Équipe de Serbie-et-Monténégro de hockey sur glace
 (mars 2025).
Si vous disposez d'ouvrages ou d'articles de référence ou si vous connaissez des sites web de qualité traitant du thème abordé ici, merci de compléter l'article en donnant les références utiles à sa vérifiabilité et en les liant à la section « Notes et références ».
L'Équipe de Serbie-et-Montenegro de hockey sur glace était la sélection des meilleurs joueurs yougoslaves de hockey sur glace lors des compétitions internationales. Elle représenta la Serbie-et-Montenegro à la suite de la dislocation de la Yougoslavie, jusqu'à la division du pays en deux avec l'indépendance du Monténégro.
Depuis la division en deux pays, seule la Serbie a reformé une équipe nationale.

## Résultats

### Championnats du monde[1]
- 1992 - 20e place (8e du groupe B)
- 1993-1994 - N'a pas participé
- 1995 - 28e place (8e de la poule C)
- 1996 - 30e place (2e de la poule D)
- 1997 - 32e place (4e de la poule D)
- 1998 - 30e place (6e de la poule C)
- 1999 - N'a pas participé
- 2000 - 32e place (8e de la poule C)
- 2001 - 3e de Division II, groupe 2
- 2002 - 2e de Division II, groupe 2
- 2003 - 2e de Division II, groupe 1
- 2004 - 2e de Division II, groupe 2
- 2005 - 2e de Division II, groupe 2
- 2006 - 4e de Division II, groupe 1